# Старый город (Белград)
Стари-Град (серб. Стари Град) — городское поселение в городском районе Стари-Град в Белграде. По данным переписи населения 2002 года. здесь проживает 55543 жителей (по данным переписи 1991 года - 70791 жителей).

## Население
В Стари-Граде проживает 47382 совершеннолетних жителя, средний возраст составляет 43,9 года (41,5 - у мужчин, 45,9 - у женщин). Основное население составляют сербы (согласно переписи 2002 года). Исходя из 3 последних переписей, население Стари-Града падает.

### Национальный состав
Этнический состав населения:
- Сербы - 48027 человек (86,46 %)
- Югославы - 1404 человека (2,52 %)
- Черногорцы - 1031 человек (1,85 %)
- Хорваты - 409 человек (0,73 %)
- Македонцы - 308 человек (0,55 %)
- Цыгане - 305 человек (0,54 %)
- Горанцы - 218 человек (0,39 %)
- Мусульмане - 171 человек (0,30 %)
- Словенцы - 132 человека (0,23 %)
- Венгры - 80 человек (0,14 %)
- Русские - 68 человек (0,12 %)
- Албанцы - 64 человека (0,11 %)
- Боснийцы - 50 человек (0,09 %)
- Словаки - 32 человека (0,05 %)
- Болгары - 31 человек (0,05 %)
- Румыны - 26 человек (0,04 %)
- Немцы - 23 человека (0,04 %)
- Чехи - 21 человек (0,03 %)
- Украинцы - 19 человек (0,03 %)
- Буневцы - 12 человек (0,02 %)
- Русины - 8 человек (0,01 %)
- Влахи - 4 человека (0,00 %)
- Не указали - 788 человек (1,41 %)